# Kyrios
Kyrios (en griego antiguo: κύριος) denota un término griego que se interpreta como ‘señor,’ ‘tutor’ o ‘maestro’.  Era responsabilidad del kyrios concertar los matrimonios de sus parientes femeninas. En la sociedad de la Antigua Grecia, el kyrios era el tutor legal oficial de una mujer, quien, debido a su falta de estatus como ciudadana, requería la presencia de un tutor masculino adulto para realizar cualquier contrato legal. 
Este tutor, además de actuar como un garante, desempeñaba el papel de protector. Para una mujer soltera, el kyrios típicamente era su padre, y en caso de fallecimiento de éste, podía ser un hermano, un tío u otro pariente masculino. Al casarse, este rol pasaba a ser cumplido por su esposo, y si quedaba viuda, podría ser su hermano o su hijo quien lo asumiera como kyrios.
En la Atenas clásica, la palabra kyrios se refería al cabeza de familia, responsable de su esposa, hijos y cualquier pariente femenina soltera. proporcionarles dotes y representarlas en los tribunales, si era necesario, y gestionar cualquier transacción económica en las que participaran cuyo valor superara un medimno de cebada.
La existencia del sistema de kyrioi (plural de kyrios) en otras partes de la Antigua Grecia es objeto de debate, y la evidencia no es clara, pero Paul Cartledge ha argumentado que en Esparta existían kyrioi, aunque en Gortina no parecen haber existido.

## Otros significados
En otras épocas de la historia su sentido cambió.
- Como término bíblico, Kýrios, en su sentido religioso designa a Dios.
- Durante el Imperio bizantino, se utilizó como título alternativo para designar, en determinados textos, a Heraclio en su calidad de emperador.
- Kyrios también es el origen de otros términos, como el nombre de Cirilo o la palabra árabe khouria, y a veces se utiliza para designar a la mujer del sacerdote en la Iglesia ortodoxa.